# Microtus clarkei
Microtus clarkei es una especie de roedor de la familia Cricetidae.

## Distribución geográfica
Se encuentra en la  China. 